# Шлюмбергера
Шлюмбе́ргера (лат. Schlumbergera) — род эпифитных кактусов, распространённых в тропических лесах на юго-востоке Бразилии, в том числе в Рио-де-Жанейро, на высоте 900—2800 м. В Европу завезён коллекционером Алланом Каннингемом около 1816 года. Некоторые виды этого рода в связи со сроком цветения называются «декабристами».
Представители рода шлюмбергера, как и многие другие эпифитные кактусы тропических лесов, растут на ветвях деревьев, где, несмотря на тропические ливни, вода не задерживается и большую часть года достаточно сухо.

## Название
В 1858 году Шарль Лемер (1801—1871) назвал этот род кактусов в честь французского коллекционера кактусов и других суккулентов Фредерика Шлюмбергера (1823—1893), жившего в Отьё (фр. Chateau des Authieux) близ Руана.
Этот род в литературе часто встречается под названием Zygocactus (зигокактус). Сейчас это название, как и ряд других, входит в синонимику рода. Список синонимов:
- Epiphyllanthus A.Berger (1905) — эпифиллантус
- Epiphyllum Pfeiff. (1837) — эпифиллум. Данное название является младшим омонимом названия Epiphyllum Haw. (1812); действительным является именно последнее название.
- Opuntiopsis Knebel (1929), nom. inval.
- Zygocactus K.Schum. (1890) — зигокактус
- Zygocereus Fric & Kreuz. — зигоцереус

Народные названия растений этого рода, выращиваемых как комнатные растения, связаны со сроками цветения (ноябрь, декабрь, январь) — «рождественник», «декабрист», «декабрина», «рождественский кактус».

## Биологическое описание
Представители рода — обильно ветвящиеся кустарнички. Побеги плоские, членистые, без колючек, с зазубринами по краям.

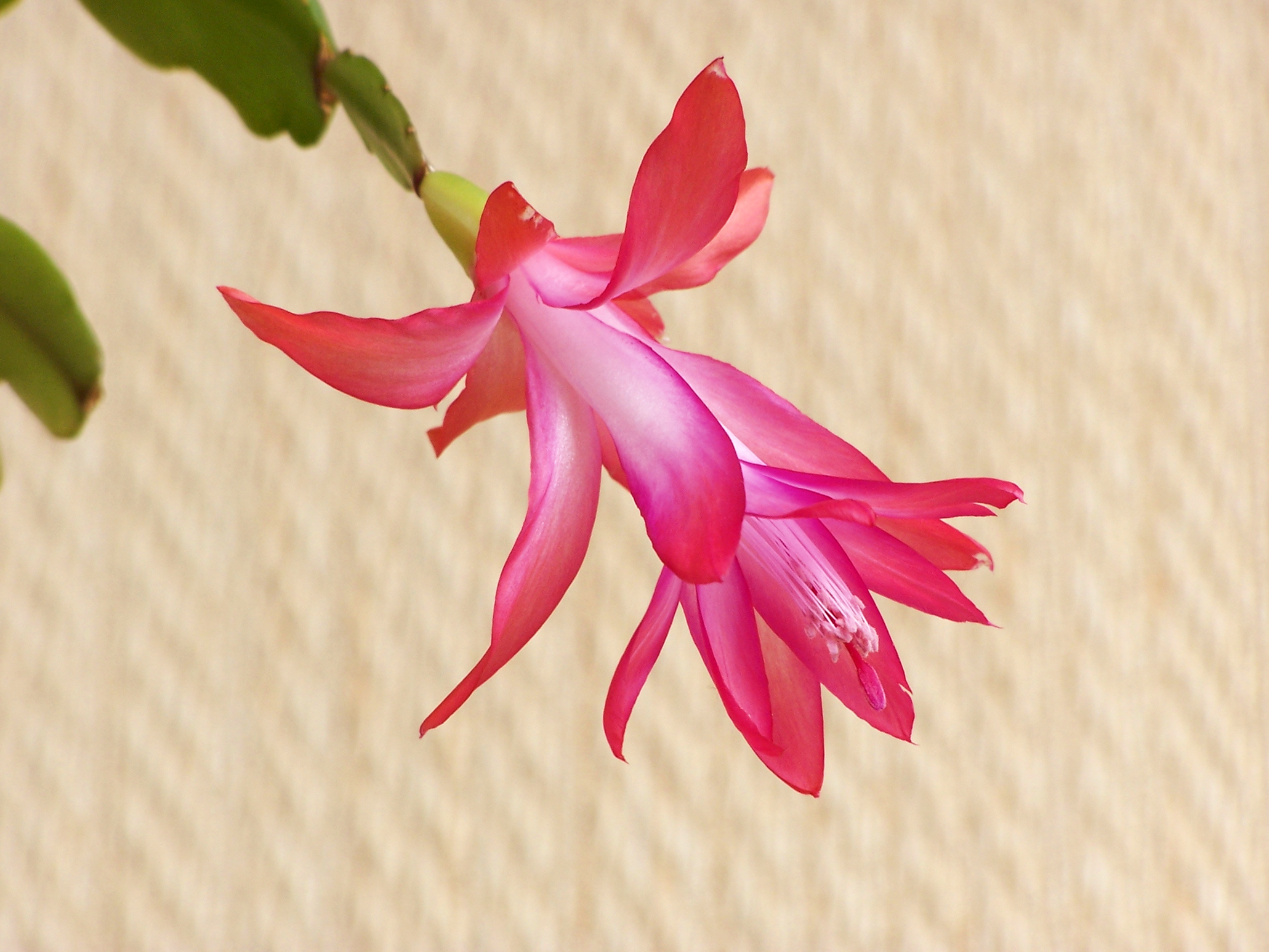
Schlumbergera truncata, цветок крупным планом

Цветки зигоморфные, с выраженной трубкой; расположены на концах стеблей. Окраска цветков — белая, розовая, красная, оранжевая, светло-фиолетовая.

## Использование
Многие представители рода — популярные комнатные растения.

#### Агротехника
Растения можно выращивать как ампельные, так и в высоких горшках. Почва должна быть питательной, хорошо дренированной, кислой (pH = 5).
В летнее время растения лучше держать в тёплых и влажных местах. В жаркую погоду растения следует опрыскивать дважды в день. Прямого солнечного света лучше избегать. Когда побеги прекратят расти, полив следует существенно уменьшить, но допускать полного пересыхания земляного кома нельзя. Для образования бутонов температура должна быть от +12 °C до +25 °C; после появления бутонов растениям требуется больше тепла и влаги. После появления бутонов растения лучше не переставлять, иначе бутоны могут быть сброшены.
Размножение — участками стеблей весной или в начале лета.

## Болезни
Эпифитные кактусы, в том числе шлюмбергера, рипсалидопсис — подвержены влиянию ряда патогенных микроорганизмов и бактерий, вызывающих тяжёлые заболевания. Наиболее распространённые:

### Грибковые

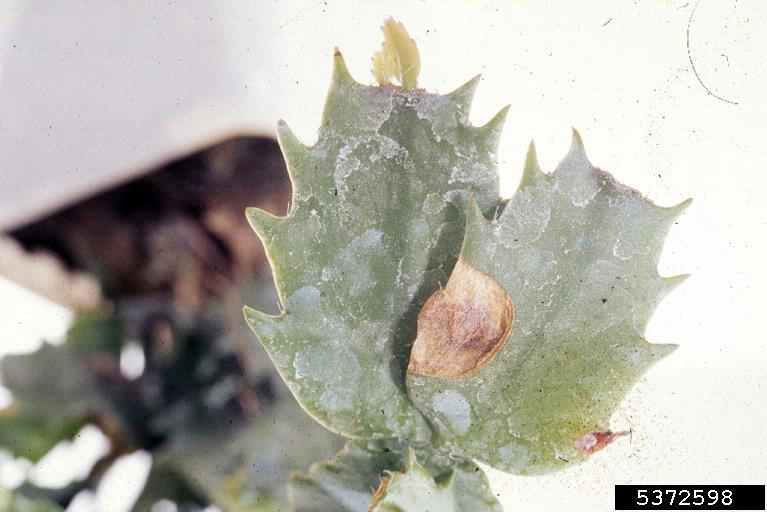
Шлюмбергера, фузариоз. Возб. Fusarium oxysporum'.

Fusarium cladophyll rot, — разновидность фузариоза. Возбудитель — Fusarium oxysporum.
Симптомы: Инфекция появляется на краях кладодий. Поражения, как правило, могут быть оранжевыми, светлыми и сухими, в то же время впалые. Оранжевого цвета споры патогена видны в очагах поражения, они легко распространяются по воде или по воздуху, так как имеют малый вес. Отмечается отмирание корней и кладодий при длительной болезни. Шлюмбергера и рипсалидопсис восприимчивы к Fusarium oxysporum.

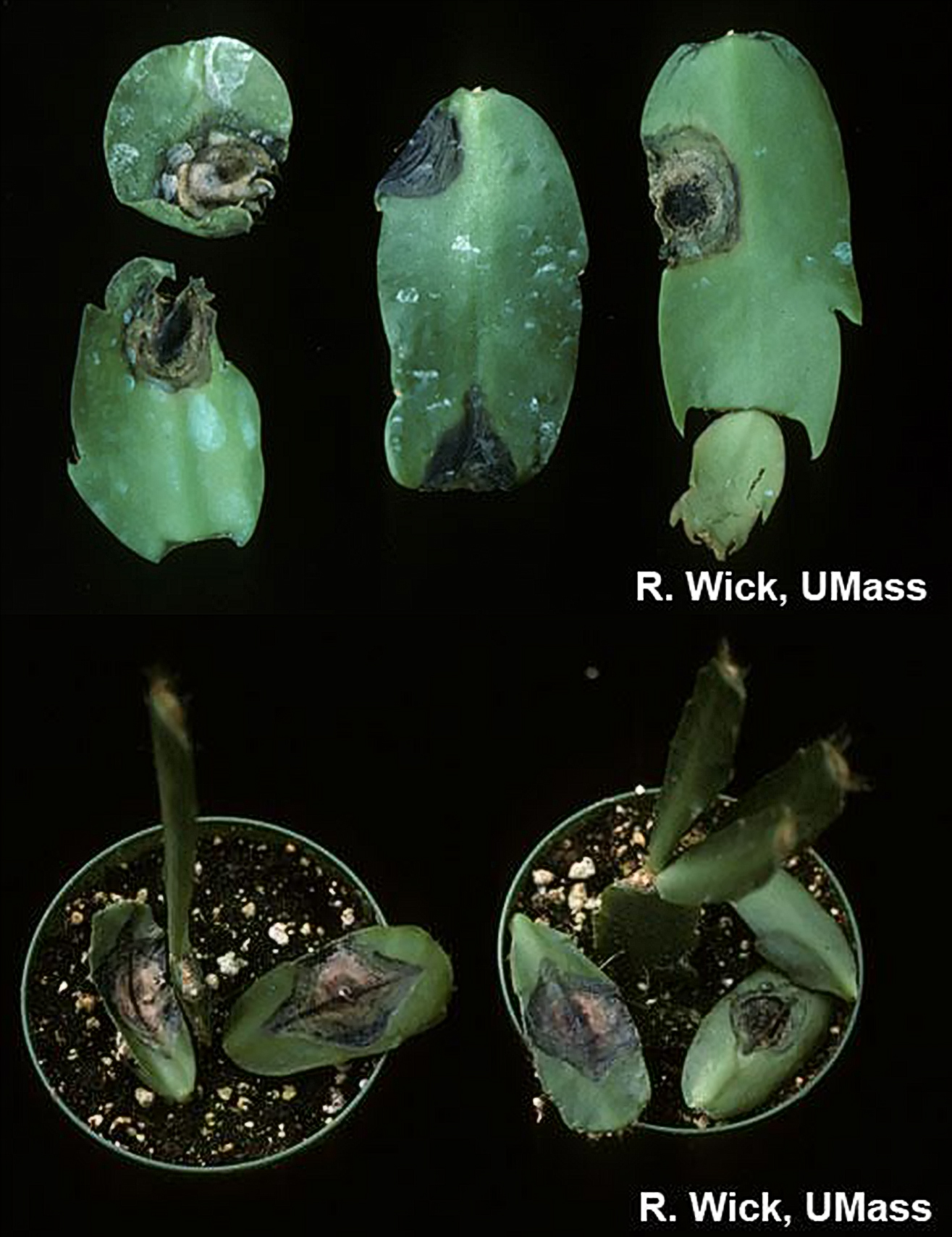
Шлюмбергера, гниль кладодий. Возбудитель — Drechslera cactivora.

Drechslera cladophyll rot, или Helminthosporium cladophyll rot, — гниль кладодий. Возб. — Drechslera cactivora.
Симптомы: чёрно-тёмные, углублённые поражения от 1 мм до 1 см в ширину на кладодиях (листьях) эпифтного кактуса. Очаги поражения имеют круглую форму и могут располагаться как выше, так и ниже уровня грунта. Чёрные споры гриба видны в очагах поражения, придают им нечёткий вид. Рипсалидопсисы очень восприимчивы к Drechslera cladophyll rot. Шлюмбергеры умеренно восприимчивы.
Один из самых простых способов различать болезни Fusarium cladophyll rot и Drechslera cladophyll rot — наблюдение цвета спор, так при Fusarium они оранжевые, в то время как при Drechslera — чёрные.

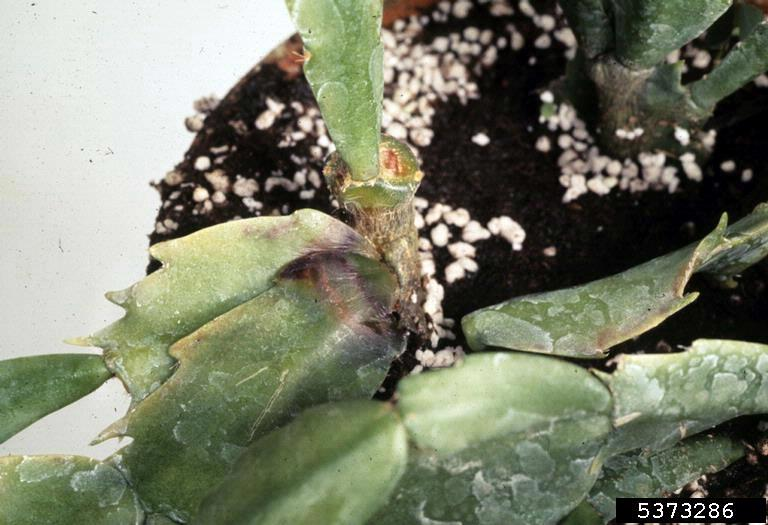
Шлюмбергера, фитофтороз. Возб. Phytophthora sp.

Pythium and Phytophthora root and stem rot, — разновидность фитофтороза. Возбудитель — Pythium and Phytophthora spp.
Симптомы: листва растений, заражённых Pythium или Phytophthora spp. имеет тусклый серо-зелёный оттенок и может вянуть. Стебли гниют на линии почвы, верхние части растений распадаются. Корни тёмные, мягкие и немногочисленные.

### Бактериальные
Мягкая гниль. Возбудитель — бактерия Erwinia spp.
Симптомы: почерневшее, влажное, слизистое поражение обычно начинается на линии почвы у основания растения и прогрессирует в верхней части кладодий и в других сегментах растений. Растения увядают, разрушаются и часто умирают.

### Лечение
Для лечения грибковых заболеваний применяются системные и контактные фунгициды. Как правило наиболее эффективны системные (проникающие в ткани растения через корневую систему), к примеру Фундазол. Из контактных фунгицидов можно использовать Фитоспорин, готовую бордосскую смесь. В процессе лечения больное растение содержат в стороне от здоровых растений, в сухом месте, солнечный свет так же может оказывать благотворное воздействие. Прогноз не всегда благоприятный, в случае необратимого поражения растения и грунт следует уничтожить с целью предотвращения распространения спор грибков, вегетационные сосуды (горшки для растений) — дезинфицировать или уничтожить. Допустимо черенковать здоровую часть растения, обработав её предварительно фунгицидом.

## Виды
Полный список видов рода шлюмбергера по данным сайта GRIN
- Schlumbergera ×buckleyi (T.Moore) Tjaden — шлюмбергера Бакли [= Schlumbergera truncata × Schlumbergera russelliana]. У этого вида нет выраженных зубцов по краям члеников.
- Schlumbergera ×exotica Barthlott & Rauh — шлюмбергера экзотическая
- Schlumbergera kautskyi (Horobin & McMillan) N.P.Taylor — шлюмбергера Каутского
- Schlumbergera microsphaerica (K.Schum.) Hövel
- Schlumbergera opuntioides (Loefgr. & Dusen) D.R.Hunt — шлюмбергера опунциевидная
- Schlumbergera orssichiana Barthlott & McMillan
- Schlumbergera ×reginae McMillan & Orssich [= Schlumbergera orssichiana × Schlumbergera truncata ‘Spectabile’]
- Schlumbergera russelliana (Hook.) Britton & Rose typus[1]
- Schlumbergera truncata (Haw.) Moran — шлюмбергера усечённая [syn.  Zygocactus truncatus (Haw.) Schum. — зигокактус усечённый]. Членики у этого вида имеют длину до 4,5 см и ширину до 2,5 см; сверху членики усечённые, с двумя или четырьмя зубцами по краям. Цветки ярко-малиновые, до 8 см в длину. Завязь по форме напоминает кеглю. Плоды гладкие, без рёбер[4].